# Poročnik bojne ladje (Slovenska vojska)
Poročnik bojne ladje je pomorski častniški vojaški čin v uporabi v Slovenski vojski (SV). Poročnik bojne ladje je tako nadrejen poročnika fregate in podrejen kapitana korvete. Čin poročnika bojne ladje je bil ustanovljen leta 2002.
Čin je enakovreden činu stotnika, ki ga uporabljajo častniki pehote oz. vojnega letalstva. V skladu s Natovim standardom STANAG 2116 čin spada v razred O-2.

## Oznaka
Oznaka čina je sestavljena iz dveh širokih trakov s pentljo.

## Zakonodaja
Poročnike bojne ladje imenuje minister za obrambo Republike Slovenije na predlog načelnika Generalštaba Slovenske vojske.
Vojaška oseba lahko napreduje v čin poročnika bojne ladje, če je s činom poročnika fregate razporejen na dolžnost, za katero se zahteva čin poročnika bojne ladje ter je to dolžnost opravljal najmanj dve leti s službeno oceno »odličen«.
Pogoj za napredovanje v čin poročnika bojne ladje pa je še opravljeno štabno vojaško izobraževanje in usposabljanje, katerega izvaja Poveljniško-štabna šola Slovenske vojske.